# Базилевский, Иван Иванович
Иван Иванович Базилевский (15 сентября 1935, село Луговое, АР Крым — 10 сентября 2024, Краматорск) — советский и украинский художник. Член Национального союза художников Украины. Работал в области живописи, графики, скульптуры, монументально-декоративного и прикладного искусства.

## Биография
Первые уроки рисунка и живописи получал у Н. С. Барсамова, директора Феодосийской картинной галереи имени И. К. Айвазовского.
Закончил Крымское художественное училище имени Н. Самокиша (1956) в г. Симферополь. Учителя по специальности - К. А. Прохоров, А. З. Кац, Ю. А. Коновалов. Работал художником Донецкой студии телевидения (1956—1957), Донецкого художественного-производственного комбината Художественного фонда Украины (1957—1995). В 1957 году переезжает из Донецка в Краматорск. С 1960-х годов принимал активное участие в художественном оформлении и благоустройстве города. Был одним из основателей Краматорского художественного музея и Музея истории города Краматорска (1967). С 1970-х годов являлся председателем Художественного совета и главным художником города на общественных началах.
Член Союза художников СССР (1971). Член Национального Союза Художников Украины (1991). При участии художника проведена генеральная реконструкция мемориала в честь советских воинов в Сквере Памяти Героев (2005) и реставрация памятника народному артисту УССР Л. Ф. Быкову скульптора С. А. Гонтаря (2012).
Присвоено звание почётного гражданина Краматорска (2013).
Умер 10 сентября 2024 года в Краматорске в возрасте 88 лет.

## Творчество
Живописец и график. Работал также в области скульптуры малых форм, чеканки. Лидируют темы труда, Великой Отечественной войны, природы Крыма и Донбасса.
Участвовал в выставках: зональных и республиканских (1956). Персональные - в Украине (1970, 1978, 1985, 1988, 1990, 1992), в Германии 1982), Египте (1987). Основные произведения: «Атака отбита» (1965), «Геологи», «Красные гвоздики» (1968), «Безымянные высоты», «Вечно живым» (1974), «На строительстве канала Днепр—Донбасс» (1977), «Земля донецкая», «Золотые ворота Карадага» (1982), «Вестники. 9 мая 1945», «Мама. День Победы» (1985), «Храм Амона. Луксор» (1987), «Сумерки» (1995).
Произведения хранятся в художественных музеях Украины и частных коллекциях Китая, Кореи, Вьетнама, Японии, Польши, Германии, Аргентины, Канады, США, Египта, Израиля, Казахстана.